# Coulombs (Calvados)
Coulombs ist eine ehemalige französische Gemeinde mit zuletzt 459 Einwohnern (Stand: 1. Januar 2018) im Département Calvados in der Region Normandie. Die Einwohner werden als Coulonnais bezeichnet.
Zum 1. Januar 2017 wurde Coulombs im Zuge einer Gebietsreform zusammen mit drei benachbarten Gemeinden als Ortsteil in die neue Gemeinde Moulins en Bessin eingegliedert.

## Geografie
Coulombs liegt rund neun Kilometer ostsüdöstlich von Bayeux und 18 Kilometer nordwestlich von Caen. 
Umgeben wurde die Gemeinde von: 
- Creully-sur-Seulles mit Saint-Gabriel-Brécy im Norden,
- Ponts sur Seulles mit Lantheuil im Nordosten,
- Moulins-en-Bessin mit Cully im Osten,
- Rots mit Secqueville-en-Bessin im Südosten,
- Thue et Mue mit Sainte-Croix-Grand-Tonne im Süden,
- Ducy-Sainte-Marguerite im Südwesten,
- Moulins-en-Bessin mit Martragny im Westen und Rucqueville in nordwestlicher Richtung.

## Bevölkerungsentwicklung
| Jahr                              | 1793 | 1836 | 1876 | 1926 | 1946 | 1968 | 1990 | 2008 | 2018 |
| Einwohner                         | 336  | 394  | 295  | 193  | 189  | 176  | 185  | 300  | 459  |
| Quellen: Cassini, EHESS und INSEE |      |      |      |      |      |      |      |      |      |

## Sehenswürdigkeiten
- Kirche Saint-Vigor aus dem 12. Jahrhundert; zwei Gemälde, ein Altarretabel, eine Malerei sowie ein Grabstein im Inneren sind als Monument historique klassifiziert[3][4][5][6][7]